# Andre Cason
Andre Cason (ur. 20 stycznia 1969 w Virginia Beach, w stanie Wirginia) – amerykański lekkoatleta, specjalizujący się w biegach sprinterskich, mistrz świata juniorów w biegu na 100 m (Greater Sudbury 1988), halowy mistrz świata w biegu na 60 metrów (Sewilla 1991), dwukrotny mistrz świata w sztafecie 4 x 100 metrów (Tokio 1991, Stuttgart 1993).

## Sukcesy sportowe
- mistrz Stanów Zjednoczonych w biegu na 100 m – 1993[2]

| Rok  | Miasto          | Zawody                      | Konkurencja                      | Wynik                     |
| ---- | --------------- | --------------------------- | -------------------------------- | ------------------------- |
| 1988 | Greater Sudbury | mistrzostwa świata juniorów | bieg na 100 m                    | złoty medal               |
| 1989 | Duisburg        | uniwersjada                 | bieg na 100 m                    | złoty medal               |
| 1991 | Sewilla         | halowe mistrzostwa świata   | bieg na 60 m                     | złoty medal               |
| 1991 | Tokio           | mistrzostwa świata          | sztafeta 4 x 100 m               | złoty medal               |
| 1991 | Hawana          | igrzyska panamerykańskie    | bieg na 100 m                    | srebrny medal             |
| 1993 | Stuttgart       | mistrzostwa świata          | sztafeta 4 x 100 m bieg na 100 m | złoty medal srebrny medal |

## Rekordy życiowe
- Bieg na 100 metrów – 9,92 – Stuttgart 15/08/1993 / 9,79w – Eugene 16/06/1993
- Bieg na 200 metrów – 20,70 – Waco 20/05/1989 / 20,11w – College Station 19/05/1990
- Bieg na 50 metrów (hala) – 5,62 – Los Angeles 15/02/1992
- Bieg na 60 metrów (hala) – 6,41 – Madryt 14/02/1992 (4. wynik w historii, rekord świata w latach 1992–1998)